# Millepora exaesa
Millepora exaesa är en nässeldjursart som först beskrevs av Forskål 1775.  Millepora exaesa ingår i släktet Millepora och familjen Milleporidae. IUCN kategoriserar arten globalt som starkt hotad. Inga underarter finns listade i Catalogue of Life.

## Bildgalleri

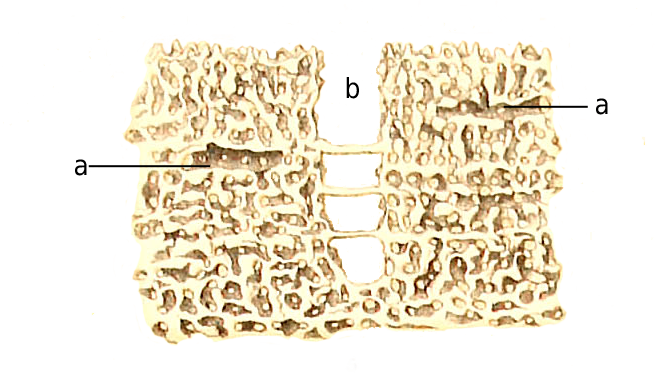
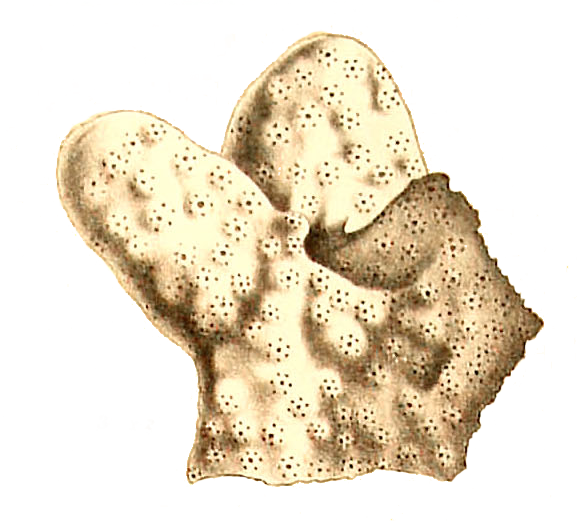
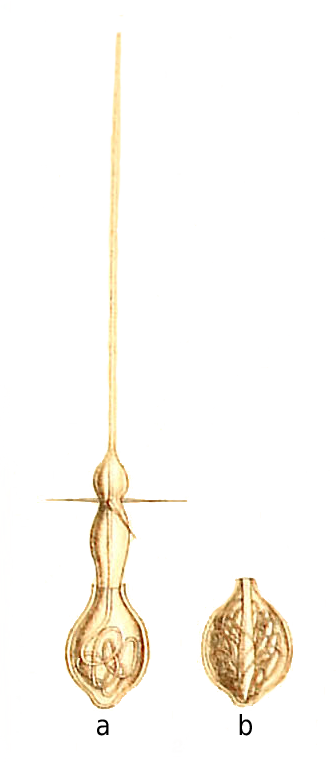
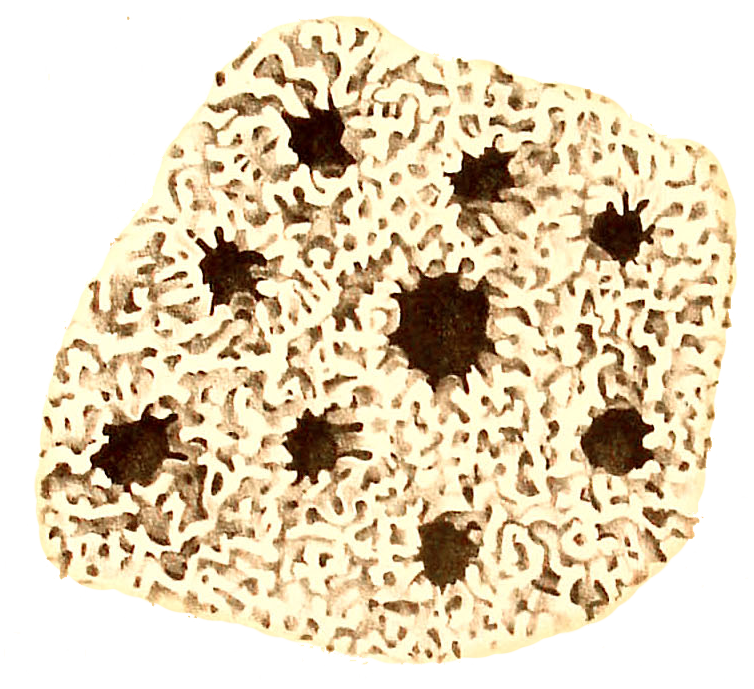
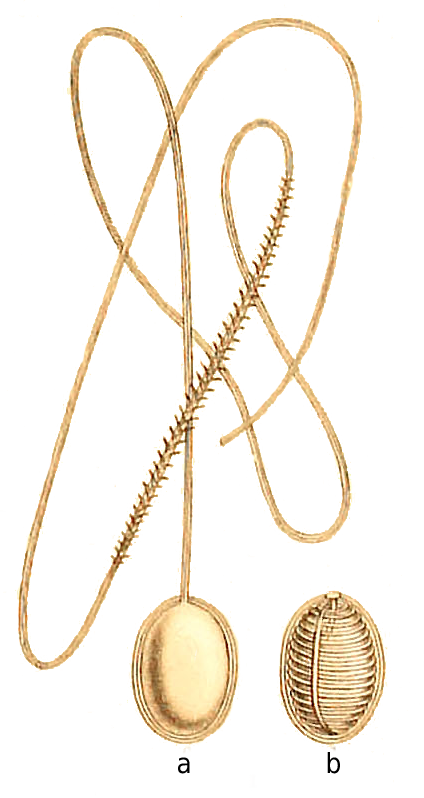
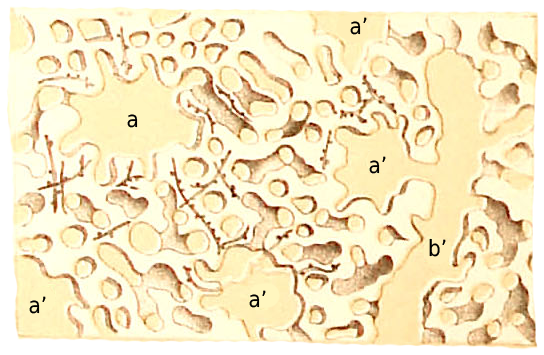